# Nymphon adenense
Nymphon adenense är en havsspindelart som beskrevs av Müller, H.-G. 1989. Nymphon adenense ingår i släktet Nymphon och familjen Nymphonidae. Inga underarter finns listade i Catalogue of Life.